# ディズニー・イースターワンダーランド
ディズニー・イースターワンダーランド（Disney's Easter Wonderland）は、東京ディズニーランドで2010年から2012年に開催されていた春季スペシャルイベントの名称。

## 概要
春の訪れをお祝いする歳時記イベント“イースター”をテーマとしており、東京ディズニーランドにて2010年から2012年に開催された。パーク内は様々なイースターエッグなどのデコレーションが施される。
なお、2013年は「東京ディズニーリゾート30周年“ザ・ハピネス・イヤー”」のため開催されなかったが、2014年からはイースターイベントの後継として「ディズニー・イースター」が開催されている。

## 2010年
開催期間は2010年4月1日から同年6月30日。
イースターにちなんだ、タマゴやウサギをモチーフにしたアイテムの販売、タマゴをモチーフにしたスーベニア付きメニュー、スペシャルメニューの販売が行われた。
エンターテイメント
ディズニー・イースターワンダーランド（Disney's Easter Wonderland）
パレード。1日2回公演。
ディズニーのキャラクター達が、様々なイースターのデコレーションをしたフロートに乗ってパレードをする。
途中、3個所で停止し、ミッキーがフロートからフロートへと駆け回り早着替えを行う。
クイーン・オブ・ハートのイースターボンネットパーティー(Queen of Hearts Easter Bonnet Party)
ゲスト参加型パレード。1日1回公演。
参加を希望するゲストは、事前に公式サイトから申し込みを行う必要があった。
体験プログラム
ディズニー・ドローイング・クラス
ミスバニーを描くクラスが開催された。
エッグハント・イン・東京ディズニーランド
有料のマップ（500円）を購入し、パーク内のさまざまな場所に設置されたイースターエッグを探し出す、ラリー形式のプログラム。
地図に記されたイースターエッグを指定個数以上正解した場合は、ディズニーキャラクターを模したイースターエッグのグッズがもらえた。

## 2011年
当初は、2011年4月1日から6月30日の開催予定と発表されていたが、東日本大震災の影響で、TDL自体が休園となっていたため、運営再開となった2011年4月15日からの開催となった。
エンターテイメント
ディズニー・イースターワンダーランド（Disney's Easter Wonderland）
パレード。1日2回公演。
出演者（ダンサー）の衣装が一部変更された。
2010年ではなかったゲスト参加シーンが追加された。これは「ウサ・タマ・ボン!」と呼ばれ、拳遊びの要領で、ウサギ、タマゴ、（イースター）ボンネットのポーズを取る。三すくみで勝敗を決めるものではなく、相手と同じポーズになった場合には、2人の「気が合った」ものと看做す。
エッグハントのエキスパートコース参加者を対象として、抽選でパレードにゲスト参加出来る。期間は6月1日〜6月30日までで、トゥモローランド・ホールにエキスパートコースのマップと当日入園したパスポートを持参すると、マップ・パスポートの1セット毎に1回抽選が出来、当選すると参加可能（マップは当日以前に挑戦したものでも利用可）。このゲスト参加には、通常のパレードには出演しないホセ・キャリオカとパンチートが出演する。
アトモスフィア・エンターテイメント
- イースターボンネット・チカディーズ
卵やウサギをあしらった衣装を着たマネキン人形のふりをした動かないパントマイムを行う。
- エッグ・ファンタスティクス
バイシクルピアノとジャグラーのコンビ。バイシクルピアノの演奏に合わせて、お手玉、ディアボロ、デビルスティック、ジャグリング、皿回しなどを行なう。

体験プログラム
有料で参加できるプログラム。
ディズニー・ドローイング・クラス
エッグハント・イン・東京ディズニーランド
2010年とほぼ同じだが、難易度の異なるスタンダードコース（500円）とエキスパートコース（1000円）が設定された。

## 2012年
開催期間は2012年4月3日から同年6月30日。
エンターテイメント
ディズニー・イースターワンダーランド（Disney's Easter Wonderland）
パレード。1日2回公演。
内容は2011年とほぼ同じ。2011年公演に登場しなかったエスメラルダとメリー・ポピンズ、バートが再び登場した他、インラインスケートを履いていたダンサーと同デザイン衣装のダンサーが徒歩で登場。

体験プログラム
有料で参加できるプログラム。
ディズニー・ドローイング・クラス
エッグハント・イン・東京ディズニーランド
内容は2011年と同じ。

## 関連作品
- 『イースター・パレード』 - 1948年製作の映画。劇中歌「イースター・パレード（英語版）」がパレード「ディズニー・イースターワンダーランド」のイントロに使用されている。